# Barrellier
Barrellier war ein französischer Hersteller von Automobilen.

## Unternehmensgeschichte
Das Unternehmen begann 1919 mit der Produktion von Automobilen unter dem Markennamen Barrellier. Im gleichen Jahr endete die Produktion.

## Fahrzeuge
Das Unternehmen stellte ursprünglich dreirädrige Fahrzeuge für Invaliden her. 1919 entstanden auch Dreiräder für den allgemeinen Gebrauch. Als Fahrgestell diente ein Rohrrahmen. Das Vorderrad war in einer Fahrrad-ähnlichen Gabel montiert. Die Fahrzeuge boten wahlweise Platz für eine oder zwei Personen. Ein luftgekühlter Zweizylindermotor, der unter der Sitzbank montiert war, trieb die Hinterachse an. Die Wagen hatten ein Zweiganggetriebe und Niederdruck-Ballonreifen.